# Хиггинс, Элайджа
Элайджа Хиггинс (англ. Elijah Higgins; 27 октября 2000, Тампа, Флорида) — профессиональный американский футболист, тайт-энд клуба НФЛ «Аризона Кардиналс». На студенческом уровне выступал за команду Стэнфордского университета. На драфте НФЛ 2023 года был выбран в шестом раунде.

## Биография
Элайджа Хиггинс родился 27 октября 2000 года в Тампе. Младший из трёх детей в семье Джорджа Хиггинса и его супруги Кэрон. Окончил старшую школу имени Джеймса Боуи. Во время учёбы играл в баскетбол и занимался лёгкой атлетикой, в составе школьной футбольной команды выходил на поле на позиции принимающего. Участвовал в матче всех звёзд школьного футбола, проводимом компанией Under Armour, приглашался на Полинезийский боул 2019 года. На момент окончания школы входил в двадцатку лучших ресиверов школьного футбола по версиям основных скаутинговых сервисов.

### Любительская карьера
В 2019 году Хиггинс поступил в Стэнфордский университет. В своём первом сезоне в турнире NCAA он принял участие в двенадцати играх, большую часть времени проводя в составе специальных команд. В сокращённом из-за пандемии COVID-19 сезоне 2020 года он сыграл в шести матчах, набрав на приёме 176 ярдов. В 2021 году Хиггинс закрепился в стартовом составе команды и провёл десять игр, став лидером по количеству сделанных приёмов и вторым по набранным ярдам.
В сезоне 2022 года он сыграл в стартовом составе во всех двенадцати матчах команды, набрав 704 ярда и став лучшим в команде по этому показателю. В матче против команды Калифорнийского университета, одного из принципиальных соперников «Стэнфорда», Хиггинс набрал 69 ярдов с тачдауном. Он был признан самым ценным игроком этого матча и получил награду Фрэнка Рема. По итогам сезона он вошёл в число претендентов на включение в состав сборной звёзд конференции Pac-12.

#### Статистика выступлений в NCAA
| Сезон | Команда           | Игры | Приём | Приём | Приём | Приём | Вынос | Вынос | Вынос | Вынос |
| Сезон | Команда           | Игры | Rec   | Yds   | Y/A   | TD    | Att   | Yds   | Y/A   | TD    |
| ----- | ----------------- | ---- | ----- | ----- | ----- | ----- | ----- | ----- | ----- | ----- |
| 2019  | Стэнфорд Кардинал | 12   | 0     | 0     | 0,0   | 0     | 0     | 0     | 0,0   | 0     |
| 2020  | Стэнфорд Кардинал | 6    | 15    | 176   | 11,7  | 0     | 0     | 0     | 0,0   | 0     |
| 2021  | Стэнфорд Кардинал | 10   | 45    | 500   | 11,1  | 4     | 0     | 0     | 0,0   | 0     |
| 2022  | Стэнфорд Кардинал | 12   | 59    | 704   | 11,9  | 2     | 4     | 48    | 12,0  | 0     |
| Всего | Всего             | 40   | 119   | 1380  | 11,6  | 6     | 4     | 48    | 12,0  | 0     |

### Профессиональная карьера
Перед драфтом НФЛ 2023 года обозреватель сайта Sports Illustrated Данте Коллинелли отмечал универсальность Хиггинса, способного сыграть на краю поля, в роли слот-ресивера или тайт-энда, уровень его атлетизма и высокую для тайт-энда скорость. Среди недостатков назывались слабая игра на блоке и нехватка мышечной массы, которые могли ограничить его возможности на профессиональном уровне.
На драфте Хиггинс был выбран «Майами Долфинс» в шестом раунде под общим 197 номером. В июне он подписал с клубом четырёхлетний контракт на общую сумму около 4 млн долларов. По итогам тренировочных сборов ему не удалось закрепиться в основном составе команды, 31 августа 2023 года его отчислили. После этого Хиггинс был зачислен в тренировочный состав «Аризоны Кардиналс». Первые шесть матчей регулярного чемпионата он провёл в запасе, после чего начал закрепляться в роли третьего тайт-энда команды, составляя конкуренцию Джоффу Суэйму.

#### Статистика выступлений в НФЛ

##### Регулярный чемпионат
| Сезон | Команда           | Игры | Приём | Приём | Приём | Приём | Вынос | Вынос | Вынос | Вынос |
| Сезон | Команда           | Игры | Rec   | Yds   | Y/A   | TD    | Att   | Yds   | Y/A   | TD    |
| ----- | ----------------- | ---- | ----- | ----- | ----- | ----- | ----- | ----- | ----- | ----- |
| 2023  | Аризона Кардиналс | 10   | 12    | 131   | 10,9  | 1     | 0     | 0     | 0,0   | 0     |
| Всего | Всего             | 10   | 12    | 131   | 10,9  | 1     | 0     | 0     | 0,0   | 0     |

* на 2 января 2024 года